# Izmail (tỉnh)
Tỉnh Izmail (tiếng Ukraina: Ізмаїльська область, đã Latinh hoá: Izmailska oblast; tiếng Romania: Regiunea Ismail) được hình thành sau sự kiện sáp nhập Bessarabia vào Liên Xô vào ngày 7 tháng 8 năm 1940, với tên gọi tỉnh Akkerman với trung tâm là thành phố Akkerman. Vào ngày 7 tháng 12 năm 1940, theo Nghị định của Đoàn Chủ tịch Xô viết Tối cao Liên Xô, nó được đổi tên thành tỉnh Izmail, trung tâm tỉnh được chuyển đến Izmail. Tỉnh có diện tích 12,4 nghìn km², về cơ bản tương ứng với khu vực lịch sử Budjak. Tỉnh tồn tại cho đến khi gia nhập tỉnh Odesa của CHXHCNXV Ukraina  - ngày 15 tháng 2 năm 1954.

## Lịch sử

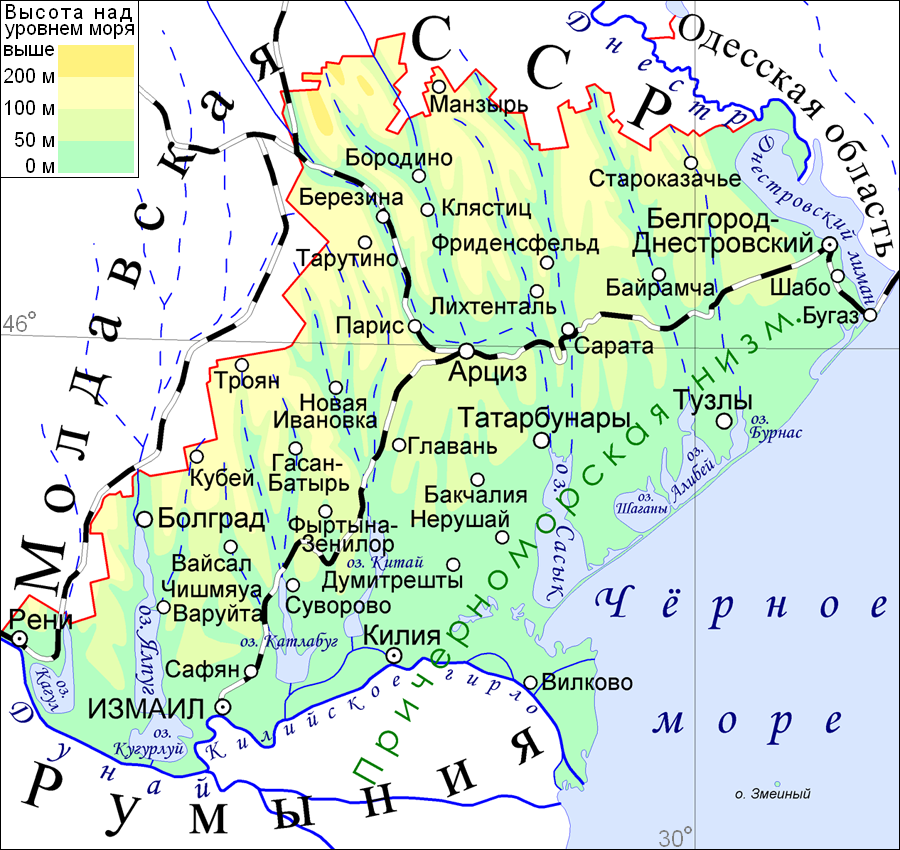
Bản đồ tỉnh Izmail

Tỉnh được hình thành do sự kiện Bessarabia sáp nhập vào Liên Xô vào ngày 7 tháng 8 năm 1940 với tên gọi vùng Akkerman với trung tâm là thành phố Akkerman. Có 6 thành phố trong khu vực: Akkerman, Bolgrad, Vilkovo, Izmail, Kiliya, Reni.
Vào ngày 7 tháng 12 năm 1940, theo Nghị định của Đoàn Chủ tịch Xô viết Tối cao Liên Xô, khu vực được đổi tên thành tỉnh Izmail, theo cùng một nghị định, trung tâm khu vực đã được chuyển đến Izmail. Vào ngày 1 tháng 3 năm 1941, Xô viết Tối cao Liên Xô đã thông qua việc đổi tên tỉnh..
Vào ngày 19 tháng 7 năm 1941, lãnh thổ của tỉnh Izmail bị quân đội Romania và Đức chiếm giữ, và cho đến ngày 25 tháng 8 năm 1944 nằm dưới sự cai trị của Romania với tư cách là một phần của tỉnh Bessarabia.
Nền tảng của nền kinh tế tỉnh Izmail là ngành công nghiệp thực phẩm (chủ yếu là nấu rượu, đóng hộp và đánh cá), cũng như nông nghiệp thâm canh cao: trồng ngũ cốc và rau, dưa, nho, bông, trái cây. Các thí nghiệm đã được thực hiện trong việc trồng chanh và sung.
Tỉnh đã bị bãi bỏ bởi Nghị định của Đoàn chủ tịch Xô viết tối cao Liên Xô ngày 15 tháng 2 năm 1954, lãnh thổ được chuyển giao cho tỉnh Odesa của CHXHCNXV Ukraina. Hai tháng sau, vào ngày 26 tháng 4, Xô viết Tối cao Liên Xô phê chuẩn việc thanh lý tỉnh.
Theo nhà sử học Alexander Androshchuk, tỉnh Izmail đã bị thanh lý do một cuộc kiểm tra vào năm 1952-1953, cho thấy nhiều vi phạm.

## Dân số
Theo điều tra dân số Romania năm 1930, có 550.433 người sống trong địa bàn sau này là tỉnh Izmail, trong đó có 133.501 người Nga (24,25%), người Bulgaria - 122.530 (22,26%), người Romania (và người Moldova) - 100.150 (18,19%), người Ukraina - 81.767 (14,86%), người Đức - 60.881 (11,06%), người Gagauz - 21.593 (3,92%), những dân tộc khác - 12.373 (2,25%). Chính quyền Romania đã chọn ra 7 nghìn người Lipova thành một danh mục riêng biệt, mặc dù họ thực sự cũng là người Nga. 3.000 người Bulgaria từ làng Vaysal (Vasilyevka) được ghi nhận là người Romania. Người Đức rời Bessarabia sau khi khu vực sáp nhập vào Liên Xô.

## Đơn vị hành chính
Phân chia hành chính-lãnh thổ của vùng Izmail - 13 huyện::
- Artsyzsky - thành phố Artsyz
- Bolgradsky - thành phố Bolgrad
- Borodino - làng Borodino (Manzyrsky 11/11/1940 - 22/04/1941)
- Chilia - thành phố Chilia
- Limansky - làng Shabo
- Novoivanovskiy - làng Novoivanovka
- Reni - thành phố Reni
- Saratsky - làng Sarata
- Starokozatsky - làng Starokazache
- Suvorovsky - làng Suvorovo (Izmail 11/11/1940 - 22/02/1941)
- Tarutinsky - làng Tarutino
- Tatarbunarsky - làng Tatarbunary
- Tuzlovskaya - làng Tuzly